# 栓叶猕猴桃
栓叶猕猴桃（学名：Actinidia suberifolia）是猕猴桃科猕猴桃属的植物，是中国的特有植物。分布于中国大陆的云南等地，生长于海拔900米至1,000米的地区，多生于干燥灌丛中，目前尚未由人工引种栽培。